# Amphioplus magellanicus
Amphioplus magellanicus är en ormstjärneart som först beskrevs av Ole Theodor Jensen Mortensen 1936.  Amphioplus magellanicus ingår i släktet Amphioplus och familjen trådormstjärnor. Inga underarter finns listade i Catalogue of Life.